# Thomas August von Grote
Thomas August von Grote (* 1. Juli 1654 in Berlin; † 23. Februar 1721 ebenda) war ein preußischer Generalleutnant der Kavallerie, Kommandeur des Kürassierregiment Nr. 2, Kammerherr, Ritter des Johanniterordens sowie Erbherr auf Priort bei Potsdam.

## Leben

### Herkunft
Er war der Sohn von Otto von Grote (1620–1687) und dessen Ehefrau Louise Margaretha, geborene von Rochow (1626–1660). Sein Vater war kurbrandenburgischer Geheimer Rat, Dompropst zu Havelberg sowie Erbherr auf Stillhorn, Priort und Carpzow.

### Militärkarriere
Grote besuchte 1668 die Ritterakademie in Lüneburg und trat 1670 als Leutnant in kurbrandenburgische Dienste. 1684 wurde er Kapitän und Flügeladjutant von Friedrich Wilhelm. Schon im Jahr 1692 war er Oberstleutnant der neuerrichteten brandenburgischen Garde du Corps. Er wurde am 11. Juni 1696 Oberst der Garde sowie Kammerherr. Am 13. Januar 1703 wurde Grote Generalmajor. Seit 1713 war er Kommandeur des Kürassierregiment Nr. 2. Grote wurde am 27. Mai 1715 Generalleutnant und nahm im gleichen Jahr am Feldzug gegen Schweden teil.
Er starb am 23. Februar 1721 in Berlin und wurde in der Parochialkirche beigesetzt.

### Familie
Er war mit Justine Luise von Oldenburg (* 6. Mai 1657; † 27. Juni 1708) verheiratet. Das Paar hatte mindestens einen Sohn:
- Karl August (* 1669; † 3. Dezember 1761), Oberstleutnant, Amtshauptmann von Bublitz ⚭ Margarethe Sophie von Pannwitz (* 28. Mai 1701; † 10. Mai 1789)